# Evil (lutador)
Takaaki Watanabe (渡辺 高章, Watanabe Takaaki) é um lutador profissional japonês treinado por Animal Hamaguchi. Watanabe trabalha para a New Japan Pro-Wrestling (NJPW) desde a sua estreia em 2011, fazendo aparições nos Estados Unidos para empresas Global Force Wrestling (GFW) e Ring of Honor (ROH). Atualmente é chamado por  "EVIL" (estilizado em letras maiúsculas). Watanabe está atualmente em seu terceiro reinado como um terço dos NEVER Openweight 6-Man Tag Team Champions, sendo também um ex-campeão do NEVER Openweight Champion.

## Carreira de Lutador Profissional

### New Japan Pro-Wrestling (2011–2013)
Watanabe fez sua estreia na New Japan Pro Wrestling (NJPW) em 13 de maio de 2011, lutando primariamente como um "Young Lion" (termo utilizado no Japão para lutadores novatos) nas lutas preliminares dos shows e permaneceu com a promoção até outubro de 2013, quando, após o King of Pro-Wrestling,  anunciou que ele estava sendo enviado em uma excursão de aprendizado para os Estados Unidos.

### Ring of Honor (2014–2015)
Em Global Wars (2015), na primeira noite (em 15 de maio), ele fez um time com Silas Young, perdendo para Gedo e Moose. Na noite seguinte (16 de maio) The following night May 16, ele foi derrotado por Silas Young.
No show de 27 de junho da ROH Wrestling, ele perdeu para Adam Page depois que Colby Corino o atacou. Em 4 de julho, Dalton Castle derrota Watanabe. No show de 23 de julho, ROH anunciou que o membro da "House of Truth" Donovan Dijak enfrentaria Watanabe em uma luta gravada exclusivamente para o canal do YouTube da ROH. Esta luta ocorreu em 24 de julho no evento Death Before Dishonor XIII, onde Dijak derrotou Watanabe.
Em 22 de agosto, no Field of Honor (2015), Watanabe se classificou para uma luta valendo o ROH World Television Championship ao vencer uma "Gauntlet Match" de nove participantes. Watanabe se associa, em 18 de setembro, com Will Ferrara para derrotar Donovan Dijak and Greg James no show All Star Extravaganza VII. Em 19 de setembro  Watanabe ganha a sua primeira oportunidade para o ROH World Television Championship em uma luta contra o campeão Jay Lethal, porém não obteve exito.

### Retorno para NJPW (2015–presente)

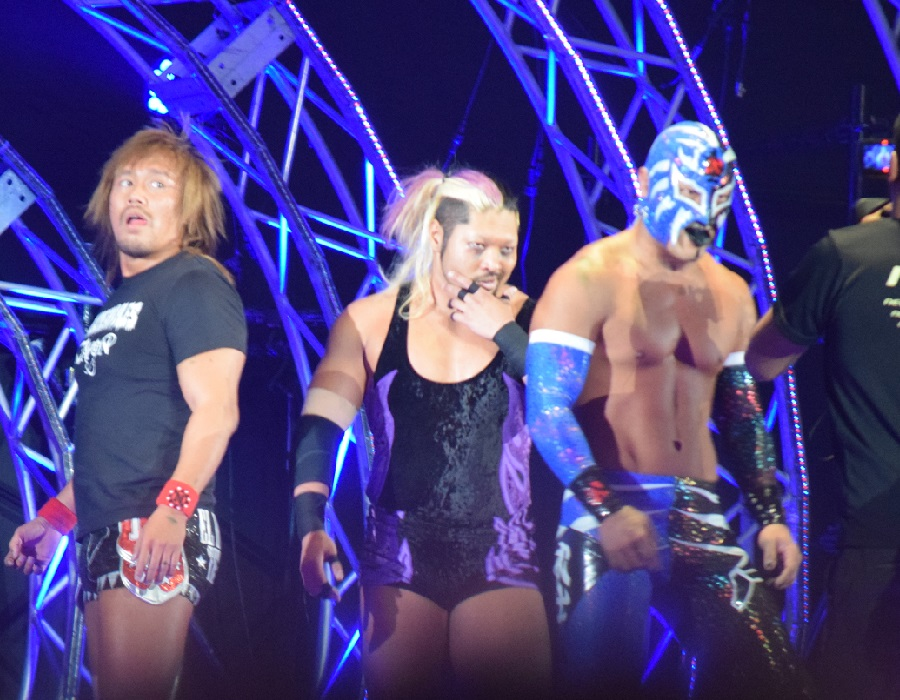
EVIL (no meio) e outros membros do Los Ingobernables de Japon em fevereiro de 2016

Watanabe retorna ao Japão em 12 de outubro de 2015, aparecendo no King of Pro-Wrestling da NJPW, sendo revelado como um associado de Tetsuya Naito durante sua luta contra Hiroshi Tanahashi. A interferência de Watanabe na luta foi parada por Hirooki Goto e Katsuyori Shibata, levando Naito a sofrer uma derrota. Em uma entrevista pós-show, Naito dá a Watanabe um nove nome: "King of Darkness" EVIL. Sob o novo nome, EVIL se torna um membro da equipe liderada por Naito, Los Ingobernables de Japon.
Em dezembro, EVIL e Naito ganharam seu bloco na World Tag League de 2015, com um recorde de cinco vitórias e uma derrota, chegando nas finais do torneio. Porém, em 9 de dezembro, Evil and Naito foram derrotados nas finais por Togi Makabe e Tomoaki Honma. No começo de março, EVIL participou da New Japan Cup 2016, na qual foi eliminado na primeira rodada por Tomohiro Ishii. EVIL desafiou Ishii, em 20 de março, pelo ROH World Television Championship, sem sucesso. De 18 de julho à 14 de agosto, EVIL participou do G1 Climax 2016, onde terminou seu bloco com quatro vitórias e cinco derrotas, falhando em avançar. Apesar de não ter ido para as próximas fases, EVIL conseguiu duas grandes vitórias, derrotando Michael Elgin, campeão do IWGP Intercontinental Champion  e o campeão do NEVER Openweight Champion, Katsuyori Shibata, no último dia.
No show Power Struggle em 5 de novembro, EVIL ganhou seu primeiro título, ao derrotar Katsuyori Shibata pelo NEVER Openweight Championship. Dez dias depois, EVIL perdeu o título de volta para Shibata em Singapura. No final do ano, EVIL participou da World Tag League 2016, em conjunto com parceiro de equipe Sanada. Os dois terminaram em segundo em seu bloco, com cinco vitórias e duas derrotas, empatados com os vencedores do bloco Togi Makabe e Tomoaki Honma, mas não avançaram para as finais devido a uma derrota direta para Makabe e Honma valendo a vaga. No principal show anual da NJPW, em 4 de janeiro o Wrestle Kingdom 11 no Tokyo Dome, EVIL, Bushi e Sanada venceram uma gauntlet match de quatro times para se tornarem os NEVER Openweight 6-Man Tag Team Champions. Entretanto, eles perderam o título para Hiroshi Tanahashi, Manabu Nakanishi e Ryusuke Taguchi no dia seguinte, recuperando-o em 11 de fevereiro no The New Beginning in Osaka. Em março, EVIL  chegou nas semifinais da New Japan Cup 2017, perdendo para Bad Luck Fale. Em 4 de abril, Los Ingobernables de Japón perderam o NEVER Openweight 6-Man Tag Team Championship para Hiroshi Tanahashi, Ricochet e Ryusuke Taguchi em sua segunda defesa, antes de recuperá-los 3 de maio no Wrestling Dontaku 2017. Durante o G1 Climax de 2017, em 5 de agosto, EVIL consegue uma grande vitória contra o atual campeão do IWGP Heavyweight Champion, Kazuchika Okada, sendo a primeira derrota de Okada em combate 1 a 1 em quase um ano. EVIL terminou seu bloco em terceiro lugar, com seis vitórias e 3 derrotas. No show King of Pro-Wrestling, em 9 de outubro de 2017, EVIL teve a sua primeira oportunidade ao IWGP Heavyweight Championship, sendo derrotado por Okada.

## No wrestling
- Golpes Finais

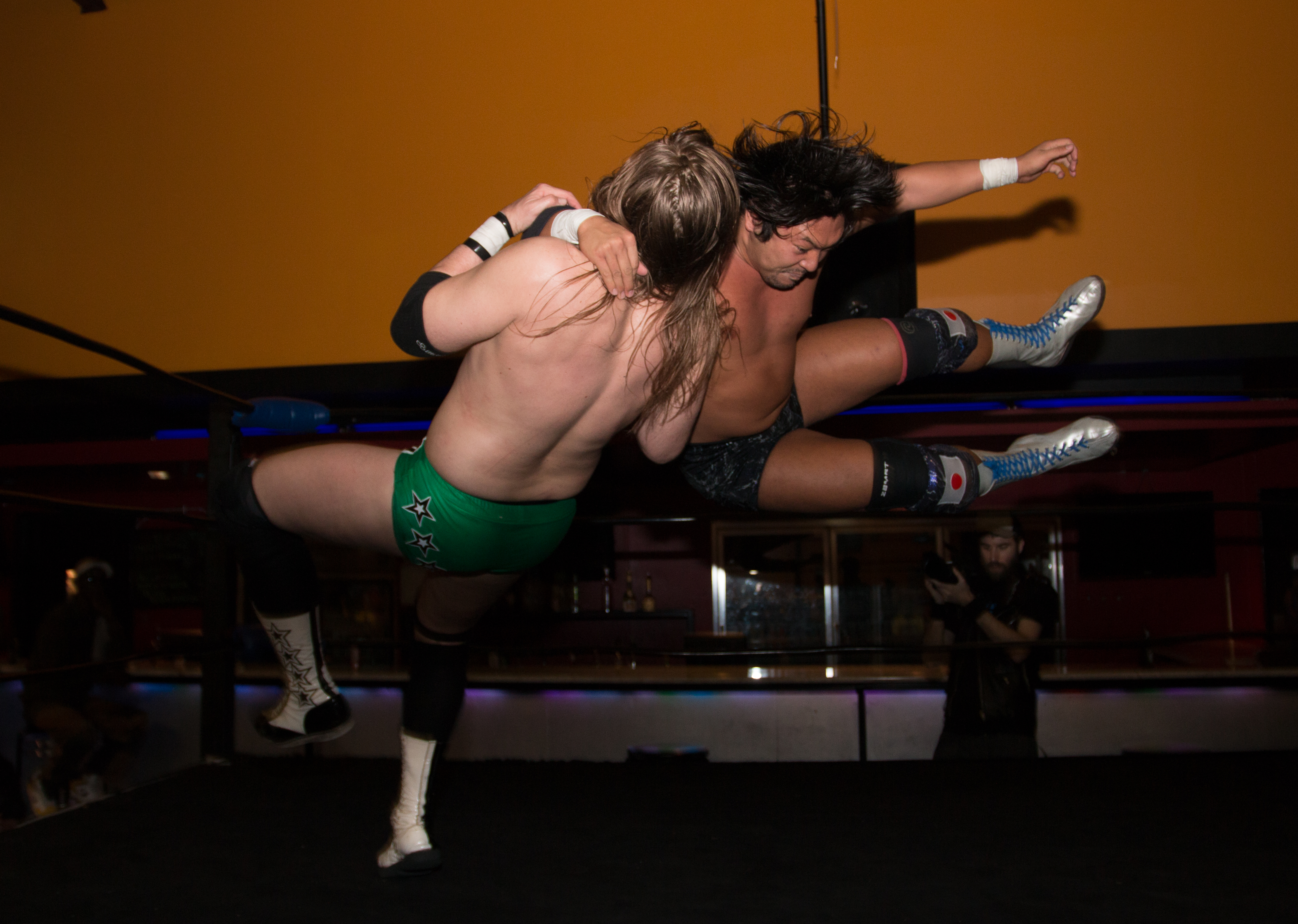
Watanabe (direita) acertando Chris Hero com um clothesline

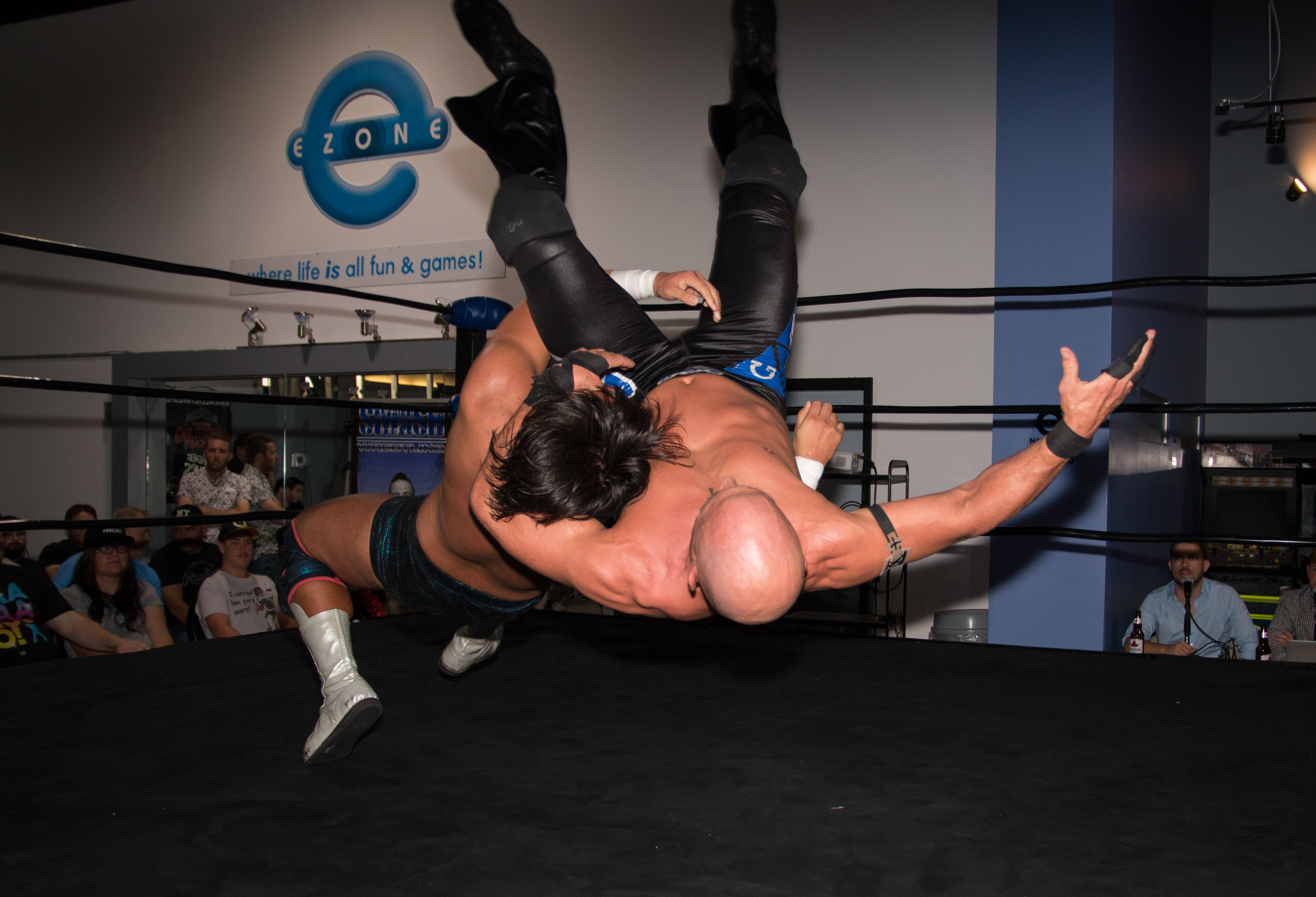
Watanabe (esquerda) executando um belly-to-back suplex em Christopher Daniels

  - Banshee Muzzle (Arm trap facelock)[27][28] – 2017
  - Evil (STO)[4]
- Golpes Característicos
  - Darkness Falls[4] (Fireman's carry spinebuster)[29]
  - Double arm suplex[30]
  - German suplex[30]
  - Running elbow[30]
  - Uppercut[30]
- Com Tetsuya Naito
  - Golpes finais em equipe
    - Out of Control (Double-team gorilla press slam)[31]
- Alcunhas
  - "King of Darkness"[4]
- Música Tema
  - "Go for Broke" de Yonosuke Kitamura[32] (2011–2013)
  - "Black Deeds" de Yonosuke Kitamura[33] (2015–presente)

## Campeonatos e realizações
- New Japan Pro Wrestling

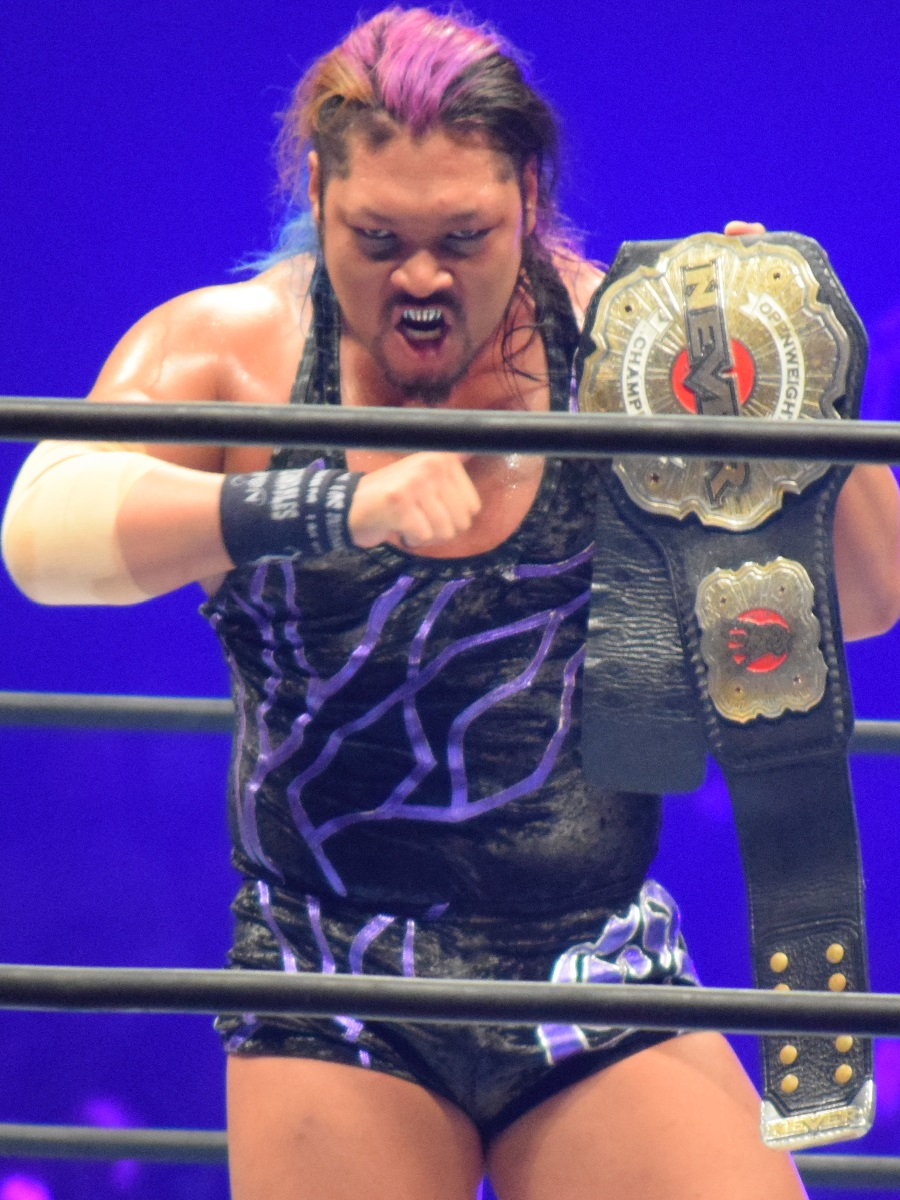
EVIL com o NEVER Openweight Champion em novembro de 2016

  - NEVER Openweight 6-Man Tag Team Championship (3 vezes, atual) – com Bushi e Sanada[17][19][22]
  - NEVER Openweight Championship (1 vez)[14]
  - IWGP Intercontinental Championship (1 vez )
  - IWGP Heavyweight Championship (1 vez)
- Pro Wrestling Illustrated
  - PWI ranqueou EVIl em #168 na lista dos 500 melhores wrestlers da PWI 500 em 2017[34]